# Monte Gramolon
Il Monte Gramolon è una montagna della Catena delle Tre Croci nelle Piccole Dolomiti alta 1814 metri, alla testata della Valle del Chiampo nel  Comune di Crespadoro e della valle Agno di Lora nel  Comune di Recoaro Terme.

## Descrizione
Sito al centro della Catena delle Tre Croci, sopra il Rifugio Bertagnoli in Valle del Chiampo ed è la meta più frequentata da quest'ultimo.
- Via normale: sentiero che si snoda attraverso un'amena valle fino al Passo Ristele e da qui in vetta per pascoli.
- Ferrata Angelo Viali: ferrata impegnativa e di recente ricostruzione che si snoda attraverso un erto canalone del fianco sud. Al termine è possibile prendere un ripido sentiero o la Ferrata Ferrari che con un'ultima parete rocciosa porta in vetta[1].

## Storia
Nell'ottobre 1958 è stata posta una lapide a ricordo di Bepi Bertagnoli, qui travolto da una slavina nel 1951. In occasione della cerimonia di posa della lapide è stato eseguito per la prima volta Signore delle cime, composto per l'occasione poco tempo prima da Bepi De Marzi.

## Note

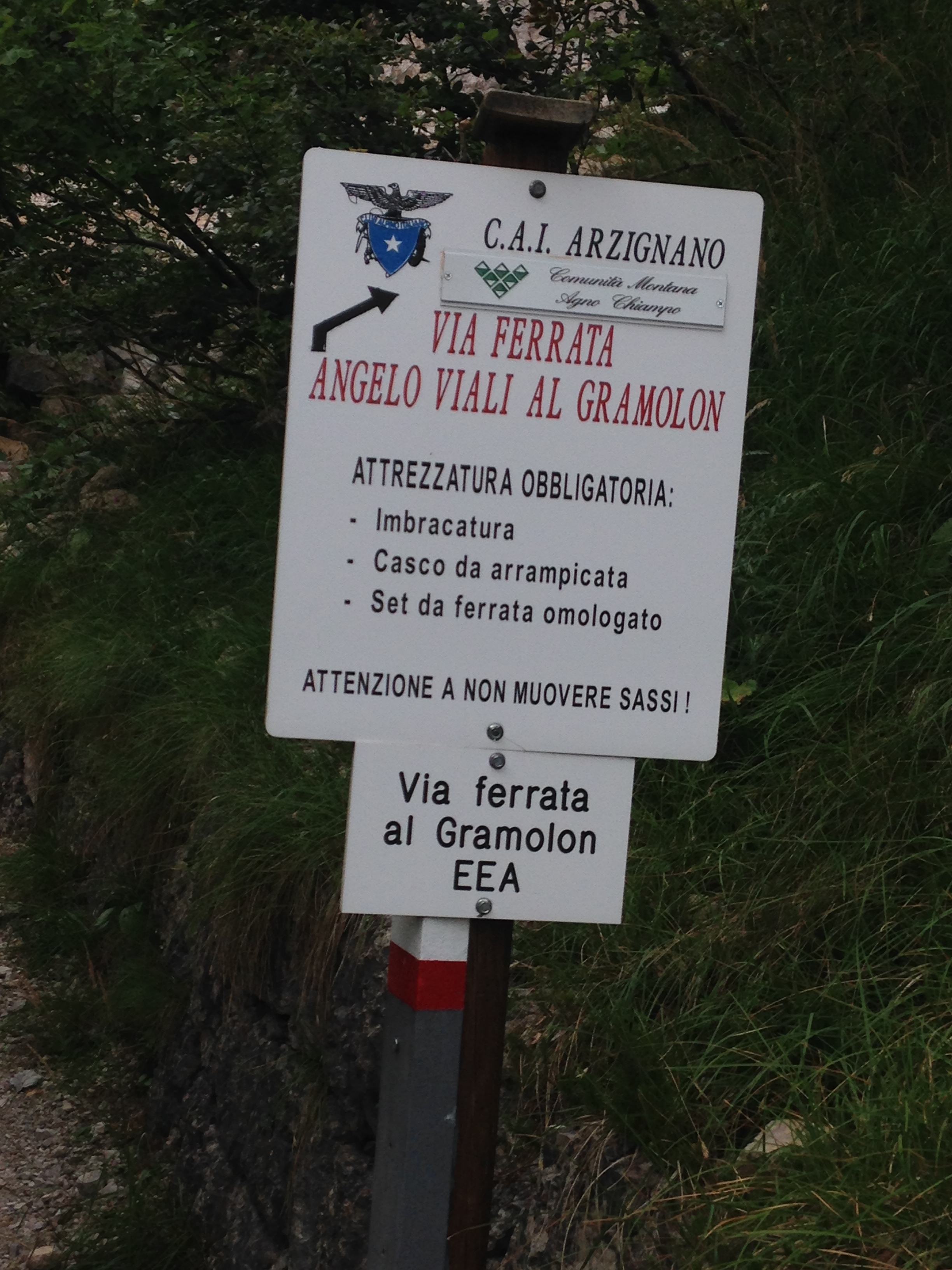
Via ferrata Angelo Viali al Gramolon